# Rossano Sportiello
Rossano Sportiello (* 1. Juni 1974 in Vigevano) ist ein italienischer Musiker (Piano, Komposition) des Traditionellen und des Mainstream Jazz.

## Leben und Wirken
Sportiello bekam mit neun Jahren klassischen Klavierunterricht bei Carlo Villa und studierte anschließend klassisches Piano am Konservatorium. Mit 16 Jahren trat er als professioneller Musiker in Jazzclubs im Raum Mailand auf; 1992 wurde er Mitglied der Trad-Jazzband Milano Jazz Gang, mit der er in Italien und Westeuropa auf Tour ging und auch Platten aufnahm wie Lord You Made The Night Too Long (2000). Im selben Jahr lernte er Barry Harris kennen, der zu seinem Mentor wurde. Stilistisch in der Nachfolge von Ralph Sutton, Dave McKenna und Barry Harris, trat er in den folgenden Jahren auf Festivals auf, wie regelmäßig auf dem Jazz Festival von Ascona, 2004 mit Dan Barrett. 2002 nahm er sein Debütalbum Moonshadow auf. In den folgenden Jahren spielte er auch mit Slide Hampton, Clark Terry, Kenny Davern, Bucky Pizzarelli, Bob Wilber, Warren Vaché, Bob Cranshaw, Mickey Roker, Howard Alden, Joe Wilder, Eddie Locke, Joe LaBarbera, Scott Hamilton, Jake Hanna, Houston Person, Bill Charlap und Dick Hyman. Ab 2008 arbeitete Sportiello häufig mit dem Harry Allen Quartet; des Weiteren unterrichtet Rossano Meisterklassen an der University of Toronto, University of Central Florida und am Claremont College (Kalifornien). Sein Soloalbum Piano On My Mind (2005) erhielt den Prix du Jazz Classique der Académie du Jazz. Gegenwärtig bildet er mit Frank Roberscheuten und Martin Breinschmid das Trio Three Wise Men. Im Bereich des Jazz war er zwischen 1998 und 2017 an 73 Aufnahmesessions beteiligt, u. a. auch mit Randy Reinhart/Jesper Thilo, Alfredo Ferrario, Antti Sarpila, Vince Giordano, Rebecca Kilgore und Bob Merrill.

## Diskographische Hinweise
- In the Dark (2004, Sackville)
- Piano On My Mind (2005, Jazz Connaisseur)
- Heart and Soul (2006, Arbors Records) solo
- People Will Say We’re In Love (2006, Arbors Records) mit Nicki Parrott
- It Amazes Me (2009, Sackville)
- Do It Again (2009, Arbors Records), mit Nicki Parrott
- Lucky to be Me (2010, Arbors), mit Frank Tate, Dennis Mackrel
- Chopin in Jazz (2010, SwingBros)
- Live At The Jazz Corner (2011, Arbors), mit Nicki Parrott, Eddie Metz
- Schubert in Jazz (2011)
- Liszt in Jazz (2011), mit Joel Forbes, Chuck Riggs
- The Rossano Sportiello Trio Lucky to Be Me (2010, Arbors Records), mit Frank Tate und Dennis Mackrel
- Strictly Confidential (Arbors, 2015), mit Nicki Parrott, Eddie Metz
- That’s It! (Arbors Records, 2020)